# Idastrandia orientalis
Idastrandia orientalis är en spindelart som först beskrevs av Kálmán Szombathy 1915.  Idastrandia orientalis ingår i släktet Idastrandia och familjen hoppspindlar. Inga underarter finns listade i Catalogue of Life.